# الملاذ الأخير
الملاذ الأخير (بالإنجليزية: LAST EXILE) مسلسل أنمي عُرِضَ في اليابان ما بين أبريل 2003 إلى سبتمبر من العام ذاته.

## قصة الأنمي
تبدأ قصة الملاذ الأخير في منطقة برستال في أحد المدن الحضارية حيث يعيش الفتى اليتيم كالوس فالكا وصديقته اليتيمة الأخرى منذ الصغر لافي هد والذين يعملان كموظفي نقل الشحن والطرود مثل ما كان أبويهما يعملان معا بنفس العمل وأيضا بنفس الطائرة العتيقة التي كانا يستخدمانها الفان شيب.
لكنهما والداهما للأسف ماتا أثناء رحلتهما عبر الجراند ستريم ولهذا وعد كلاوس ولافي معا إلى الأبد على أن يذهبا إلى هذا الطريق الخطير بنفس الطائرة وذلك لكي يحقق حلم أبويهما في اجتياز ذلك الطريق الصعب بنجاح.

## الممثلون
- بثينة شيا - كلاوس
- آمنة عمر - لافي
- رأفت بازو - كولين شيتلاند
- عادل أبو حسون - لوسيولا
- محمد خير أبو حسون
- مجد ظاظا - صوفيا - آل
- هزار الحرك
و
- مروان فرحات - أليكس روكا
- محمد خرماشو
- أيمن السالك - كوستافو
- أماني الحكيم - ديو

## طاقم إنتاج الأنمي
- الإخراج: كويتشي تشيغيرا
- تأليف النص الرئيسي: كويتشي تشيغيرا، GONZO
- تصاميم الشخصيات الأصلية: رانجي موراتا
- تصميم الشخصيات، إخراج الرسوم المتحركة الرئيسي: أوسامو هوريوتشي، مينورو موراو، يويتشي تاناكا
- تصميم الميكانيكيات: ماهيرو مايدا، ماكوتو كوباياشي
- الموسيقى: Dolce Triade (هيتومي كورويشي، ماكي فُجيوارا و يوكي ياماموتو)
- إنتاج الموسيقى: فيكتور إنترتينمنت
- إخراج الصوت: يوتا تسروكا
- إنتاج الرسوم المتحركة: إستديو جونزو
- إنتاج: GDH، فيكتور إنترتينمنت

## وصلات خارجية
- الملاذ الأخير على موقع IMDb (الإنجليزية)
- الملاذ الأخير على موقع نتفليكس (الإنجليزية)
- الملاذ الأخير على موقع فيلمافينيتي (الإسبانية)
- الملاذ الأخير على موقع كينوبويسك (الروسية)
- الملاذ الأخير على موقع قاعدة بيانات الفيلم (الإنجليزية)
- الملاذ الأخير على موقع ANN anime (الإنجليزية)